# بين تومسون
بين تومسون (بالإنجليزية: Ben Thompson)‏ (3 أكتوبر 1995 بإنجلترا في المملكة المتحدة - ) هو لاعب كرة قدم بريطاني في مركز الوسط. لعب مع نادي ميلوول.

## وصلات خارجية
- بين تومسون على موقع قاعدة بيانات كرة القدم.إي يو (الإنجليزية)
- بين تومسون على موقع Soccerbase.com (لاعب) (الإنجليزية)
- بين تومسون على موقع Soccerway.com (الإنجليزية)
- بين تومسون على موقع عالم كرة القدم.نت (الإنجليزية)